# Aérodrome de Nà Sản
L'aérodrome de  Nà Sản (code IATA : SQH • code OACI : VVNS) (vietnamien : Sân bay Nà Sản) est un aéroport de Sơn La, dans la province de Sơn La, au Viêt Nam.

## Situation

### Carte des aéroports du Viêtnam
| Vân Đồn (2018) Thọ Xuân Chu Lai Liên Khuong Đà Nẵng Hải Phòng Cat Bi Hanoï Saïgon Nha Trang Phú Quốc Vinh Buôn Ma Thuôt Cà Mau Côn Đảo Đồng Hới Pleiku Phù Cát Phú Bài Rach Gia Nà Sản Đông Tác Vũng Tàu Cần Thơ Diên Biên Phu Quảng Trị |